# Haplophyllum mehelyi
Haplophyllum mehelyi är en mångfotingart som först beskrevs av Karl Wilhelm Verhoeff 1897.  Haplophyllum mehelyi ingår i som enda art i släktet Haplophyllum och familjen kejsardubbelfotingar. Inga underarter finns listade i Catalogue of Life.